# Scottish Grand Prix 1951
Der Scottish Grand Prix (deutsch: Großer Preis von Schottland) war ein Automobilrennen, das 1951 ausgetragen wurde. Es war für die Formel 1 ausgeschrieben, hatte aber keinen Weltmeisterschaftsstatus. Es war das erste und bislang einzige Formel-1-Rennen in Schottland.

## Hintergrund

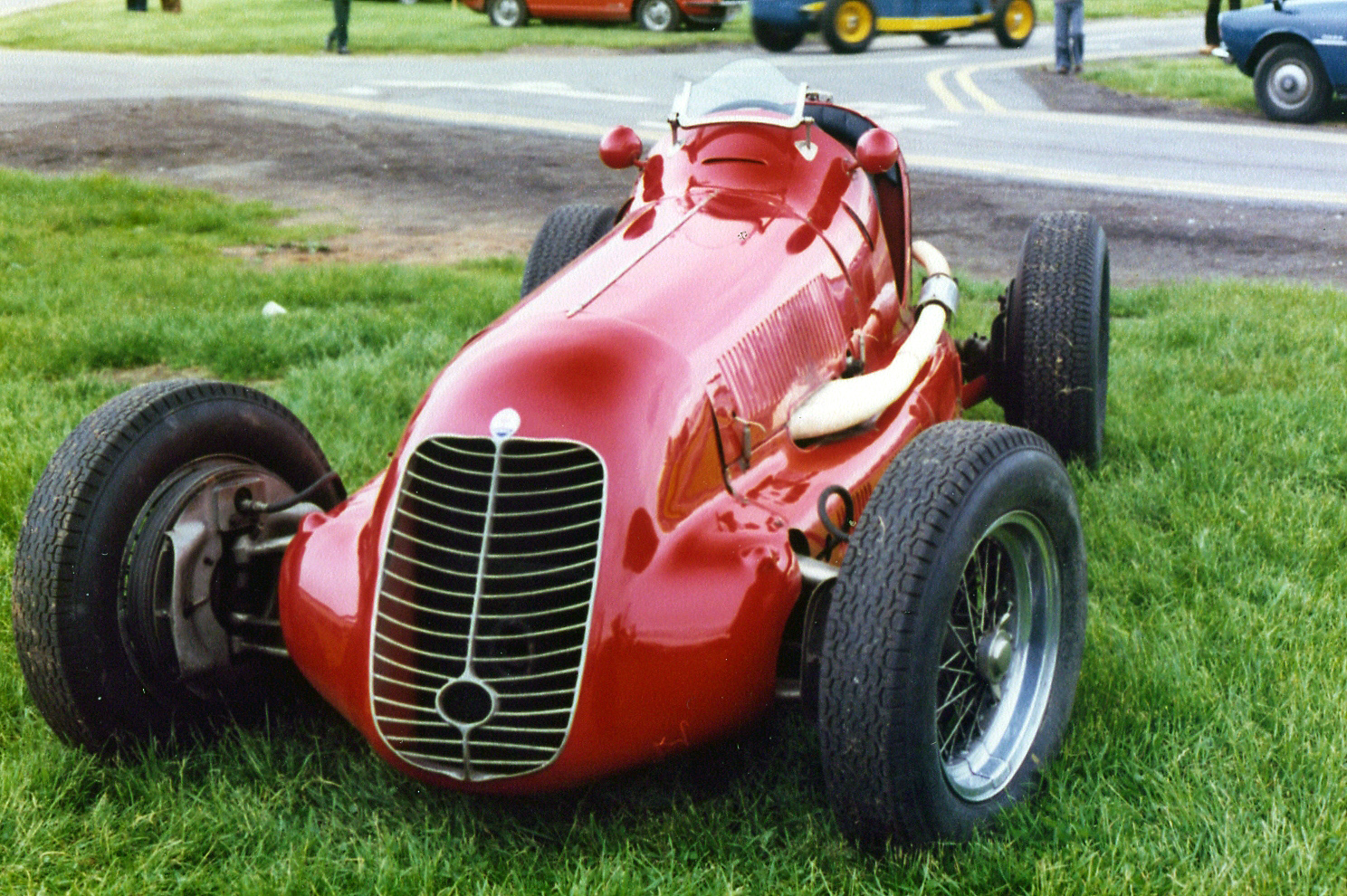
Siegerfahrzeug: Maserati 4CLT

Der Große Preis von Schottland fand am 21. Juli 1951 statt, eine Woche nach dem Großen Preis von Großbritannien, der als vierter Weltmeisterschaftslauf der Saison in Silverstone ausgetragen worden war.
Das schottische Rennen fand ohne internationale Beteiligung statt. Insgesamt meldeten sich 19 Piloten für das Rennen, die ausnahmslos Schotten, Engländer oder Iren waren.
Nur vier der gemeldeten Fahrzeuge waren Grand-Prix- bzw. Formel-1-Autos: Hierbei handelte es sich um die Maserati 4CLT von Philip Fotheringham-Parker, David Murray und Reg Parnell sowie den Alta von Joe Kelly. Archie Butterworth fuhr den AJB Special, eine in erster Linie für Bergrennen entwickelte Eigenkonstruktion mit Motor und Getriebe von Steyr und Vierradantrieb. Alle übrigen Fahrzeuge waren Renn- bzw. Straßensportwagen von BMW, Healey oder Jaguar.

## Rennstrecke
Als Rennstrecke diente ein temporärer Kurs auf dem heute stillgelegten Flugplatz Winfield Aerodrome in der schottischen Gemeinde Hutton (Berwickshire). Der 3,219 km lange Kurs wies zwei Geraden, mehrere Haarnadelkurven und einige Schlenker auf. Das Rennen ging über 50 Runden; die Gesamtdistanz betrug 160,446 km.

## Training und Rennen
Am Training und am Rennen nahmen nur 10 der 19 gemeldeten Fahrer teil. Sieben Fahrer erschienen gar nicht, Bill Black und Ron Flockhart waren zwar anwesend, beteiligten sich aber weder am Training noch am Rennen.
Im Qualifikationstraining dominierten die Formel-1-Fahrzeuge deutlich. Die vier Fahrer mit Formel-1-Autos belegten die ersten vier Startplätze; die Poleposition ging dabei an Reg Parnell; Philip Fotheringham-Parker startete von Platz zwei. Auf dem letzten Startplatz stand Ian Stewart, der einen Jaguar fuhr. Für das Rennen wechselte Polesitter Parnell auf einen HWM mit Alta-Motor.
Bereits beim Start brach an Parnells HWM die Antriebswelle, sodass er noch vor Komplettierung der ersten Runde ausfiel. Fotheringham-Parker übernahm daraufhin die Führung, die er bis zum Ende des Rennens nicht mehr abgab. Platz zwei belegte der lokale Rennfahrer Gillie Tyrer, der einen BMW 328 fuhr. Nur Fotheringham-Parker und Tyrer absolvierten alle 50 Runden. Ian Stewart und Rob Dickson, die auf den Plätzen drei und vier ins Ziel kamen, hatten jeweils zwei Runden Rückstand, der fünfte Fahrer mit Zielankunft lag sechs Runden zurück und wurde wegen zu geringer Distanz nicht gewertet. Alle anderen Fahrer fielen vorzeitig aus.
Joe Kelly fuhr die schnellste Rennrunde (1:29,2 Minuten, Durchschnittsgeschwindigkeit 129,96 km/h).

## Meldeliste
| Nr. | Fahrer                     | Chassis           | Motor         |
| --- | -------------------------- | ----------------- | ------------- |
| 1   | Bill Skelly                | Lea-Francis       | Lea-Francis   |
| 2   | Ron Flockhart              | JP                | Vincet        |
| 3   | David Murray               | Maserati 4CLT     | Maserati      |
| 4   | Bill Wilkinson             | ERA B-Type        | ERA           |
| 5   | Ian Stewart                | Jaguar XK 120     | Jaguar        |
| 6   | Reg Parnell                | Maserati 4CLT HMW | Maserati Alta |
| 7   | Fred Ashmore               | Maserati 4CLT     | Maserati      |
| 8   | Duncan Hamilton            | ERA B-Type        | ERA           |
| 9   | Philip Fotheringham-Parker | Maserati 4CLT     | Maserati      |
| 11  | Archie Butterworth         | AJB               | Steyr         |
| 12  | Peter Walton               | Jaguar XK 120     | Jaguar        |
| 14  | Bill Dobson                | BMW 328           | BMW           |
| 15  | John Morris                | Maserati 4CLT     | Maserati      |
| 16  | John Waugh                 | Jaguar XK 120     | Jaguar        |
| 17  | John Gilbert               | Maserati 6CM      | Maserati      |
| 23  | Gillie Tyrer               | BMW 328           | BMW           |
| 27  | Rob Dickson                | Healey            | Healey        |
| 66  | Bill Black                 | Jaguar XK 120     | Jaguar        |
| 83  | Joe Kelly                  | Alta              | Alta          |

## Klassifikationen

### Startaufstellung
| Pos. | Fahrer                     | Konstrukteur |
| ---- | -------------------------- | ------------ |
| 01   | Reg Parnell                | Maserati     |
| 02   | Philip Fotheringham-Parker | Maserati     |
| 03   | Joe Kelly                  | Alta         |
| 04   | David Murray               | Maserati     |
| 05   | Rob Dickson                | Healey       |
| 06   | Gillie Tyrer               | BMW          |
| 07   | Archie Butterworth         | AJB          |
| 08   | John Waugh                 | Jaguar       |
| 09   | Bill Skelly                | Lea-Francis  |
| 10   | Ian Stewart                | Jaguar       |

### Rennen
| Pos. | Fahrer                     | Konstrukteur | Runden | Zeit       | Start |
| ---- | -------------------------- | ------------ | ------ | ---------- | ----- |
| 01   | Philip Fotheringham-Parker | Maserati     | 50     | 1:19:27,0  | 02    |
| 02   | Gillie Tyrer               | BMW          | 50     | 1:19:34,4  | 06    |
| 03   | Ian Stewart                | Jaguar       | 48     | + 2 Runden | 10    |
| 04   | Rob Dickson                | Healey       | 48     | + 2 Runden | 05    |
| —    | John Waugh                 | Jaguar       | 44     | + 6 Runden | 08    |
| —    | David Murray               | Maserati     | 40     | DNF        | 04    |
| —    | Bill Skelly                | Lea-Francis  |        | DNF        | 09    |
| —    | Joe Kelly                  | Alta         | 14     | DNF        | 03    |
| —    | Archie Butterworth         | AJB          | 13     | DNF        | 07    |
| —    | Reg Parnell                | Maserati     | 0      | DNF        | 01    |
| —    | Ron Flockhart              | JP           |        | DNS        |       |
| —    | Bill Black                 | Jaguar       |        | DNS        |       |
| —    | Fred Ashmore               | Maserati     |        | DNA        |       |
| —    | Bill Dobson                | BMW          |        | DNA        |       |
| —    | John Gilbert               | Maserati     |        | DNA        |       |
| —    | Duncan Hamilton            | ERA          |        | DNA        |       |
| —    | John Morris                | Maserati     |        | DNA        |       |
| —    | Peter Walton               | Jaguar       |        | DNA        |       |
| —    | Bill Wilkinson             | ERA          |        | DNA        |       |